# Amphoe Tha Tako
Amphoe Tha Tako (Thai: อำเภอ ท่าตะโก) ist ein Landkreis (Amphoe – Verwaltungs-Distrikt) im östlichen Teil der Provinz Nakhon Sawan. Die Provinz Nakhon Sawan liegt im südlichen Teil der Nordregion von Thailand.

## Geographie
Benachbarte Distrikte (von Norden im Uhrzeigersinn): die Amphoe Nong Bua, Phaisali, Tak Fa, Phayuha Khiri, Mueang Nakhon Sawan und Chum Saeng.
An der Westgrenze des Bezirks befindet sich der Sumpf Bueng Boraphet, das größte Südwasserfeuchtgebiet Thailands.

## Etymologie
In der Vergangenheit begaben sich die Einwohner von Tha Tako zu einer bekannten Bootsanlegestelle (Thai: Tha), um dort ein Bad zu nehmen oder ihr Vieh zu tränken. Da dort mehrere Tako-Bäume (Diospyros sp.) wuchsen, wurde die Stelle Tha Tako genannt: „Anleger der Tako-Bäume“.

## Geschichte
Der Kreis wurde 1900 eingerichtet in Ban Khao Noi im Tambon Tha Tako. Zunächst wurde darüber gestritten, ob er nun Khao Noi oder Don Kha genannt werden sollte, beides Tambon des neuen Distrikts. Der Name Tha Tako wurde erst 1917 offiziell festgelegt.

## Verwaltung

### Provinzverwaltung
Der Landkreis Tha Tako ist in zehn Tambon („Unterbezirke“ oder „Gemeinden“) eingeteilt, die sich weiter in 112 Muban („Dörfer“) unterteilen.
| Nr. | Name         | Thai     | Muban | Einw.  |
| --- | ------------ | -------- | ----- | ------ |
| 01. | Tha Tako     | ท่าตะโก   | 07    | 09.087 |
| 02. | Phanom Rok   | พนมรอก   | 14    | 06.478 |
| 03. | Hua Thanon   | หัวถนน    | 10    | 07.917 |
| 04. | Sai Lamphong | สายลำโพง | 16    | 08.149 |
| 05. | Wang Mahakon | วังมหากร  | 11    | 06.700 |
| 06. | Don Kha      | ดอนคา    | 17    | 11.890 |
| 07. | Thamnop      | ทำนบ     | 06    | 03.691 |
| 08. | Wang Yai     | วังใหญ่    | 09    | 02.542 |
| 09. | Phanom Set   | พนมเศษ   | 11    | 05.043 |
| 10. | Nong Luang   | หนองหลวง | 11    | 06.093 |

### Lokalverwaltung
Es gibt eine Kommune mit „Kleinstadt“-Status (Thesaban Tambon) im Landkreis:
- Tha Tako (Thai: เทศบาลตำบลท่าตะโก) bestehend aus Teilen des Tambon Tha Tako.

Außerdem gibt es zehn „Tambon-Verwaltungsorganisationen“ (องค์การบริหารส่วนตำบล – Tambon Administrative Organizations, TAO)
- Tha Tako (Thai: องค์การบริหารส่วนตำบลท่าตะโก) bestehend aus Teilen des Tambon Tha Tako.
- Phanom Rok (Thai: องค์การบริหารส่วนตำบลพนมรอก) bestehend aus dem kompletten Tambon Phanom Rok.
- Hua Thanon (Thai: องค์การบริหารส่วนตำบลหัวถนน) bestehend aus dem kompletten Tambon Hua Thanon.
- Sai Lamphong (Thai: องค์การบริหารส่วนตำบลสายลำโพง) bestehend aus dem kompletten Tambon Sai Lamphong.
- Wang Mahakon (Thai: องค์การบริหารส่วนตำบลวังมหากร) bestehend aus dem kompletten Tambon Wang Mahakon.
- Don Kha (Thai: องค์การบริหารส่วนตำบลดอนคา) bestehend aus dem kompletten Tambon Don Kha.
- Thamnop (Thai: องค์การบริหารส่วนตำบลทำนบ) bestehend aus dem kompletten Tambon Thamnop.
- Wang Yai (Thai: องค์การบริหารส่วนตำบลวังใหญ่) bestehend aus dem kompletten Tambon Wang Yai.
- Phanom Set (Thai: องค์การบริหารส่วนตำบลพนมเศษ) bestehend aus dem kompletten Tambon Phanom Set.
- Nong Luang (Thai: องค์การบริหารส่วนตำบลหนองหลวง) bestehend aus dem kompletten Tambon Nong Luang.